# Sint-Sebastiaansgilde (Brugge)

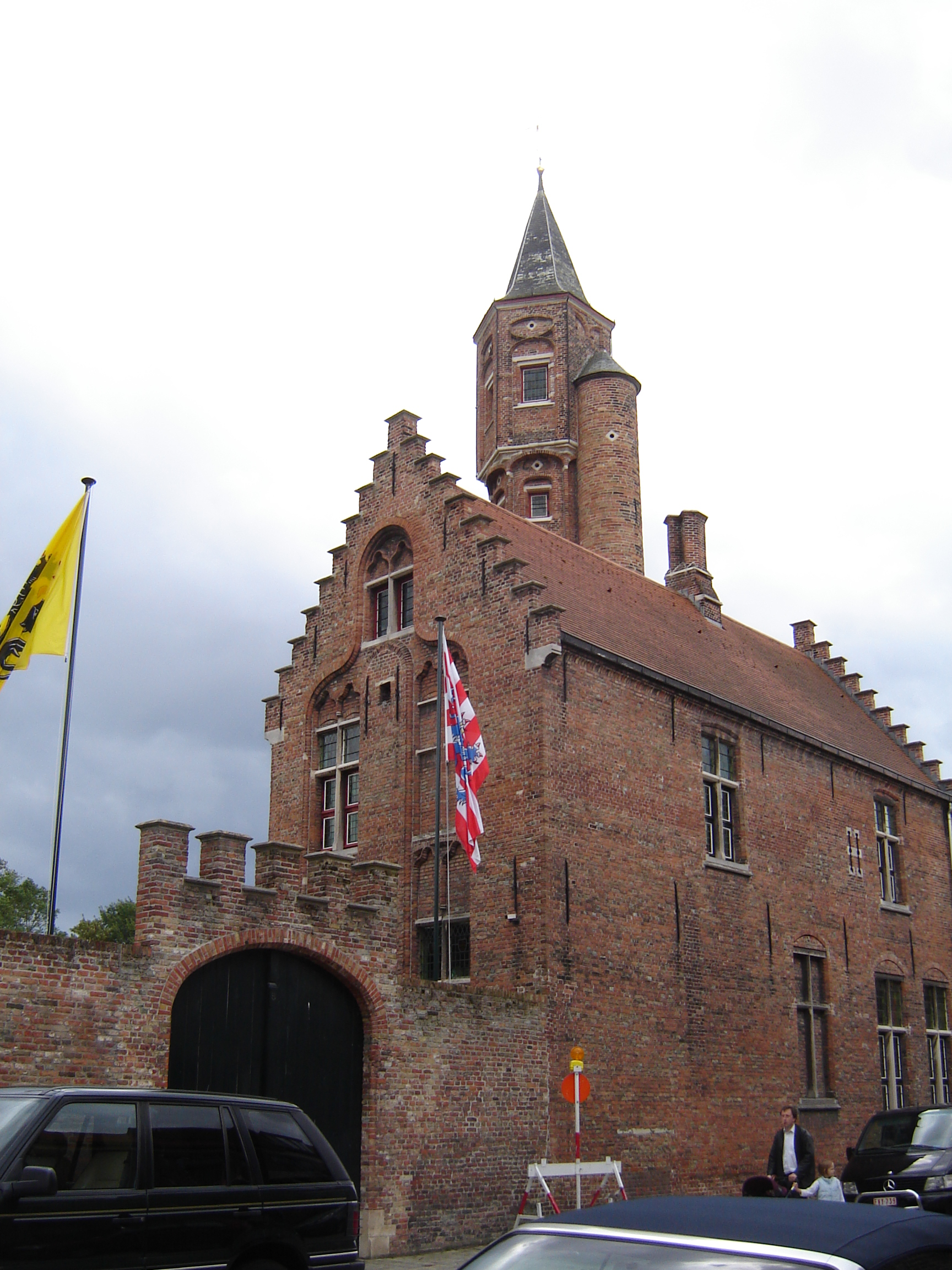
Gebouw van de Sint-Sebastiaansgilde

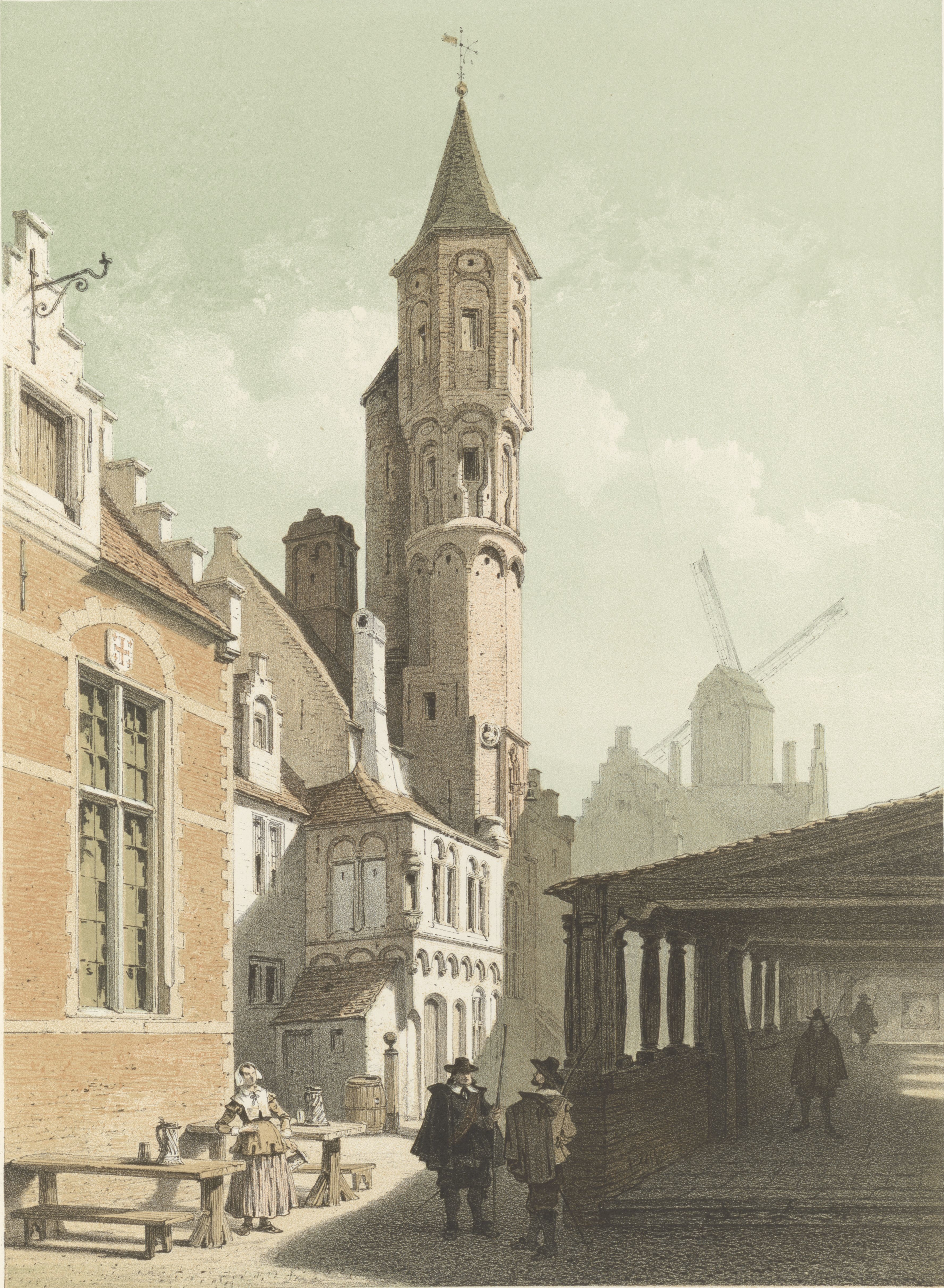
Boogschutters van de Sint-Sebastiaansgilde (François Stroobant, 1852)

De Sint-Sebastiaansgilde is een meer dan 600 jaar oude schuttersgilde in de Carmersstraat in Brugge. 

## Oprichting
De gilde van de handboogschutters van Sint-Sebastiaan in Brugge is, als georganiseerde vereniging, ontstaan in de veertiende eeuw. Ze kreeg toen als militaire gilde en als ontspanningsvereniging een duidelijke organisatie, die er een van de belangrijke ontmoetingsplaatsen van maakte voor de stedelijke burgerij.
In 1454 vestigde de gilde zich op een eigendom aan de Rolweg. Het ging om een donatie van Pieter II Adornes, een bekend patriciër uit de stad en tevens een van de stichters van de Jeruzalemkerk, aan zijn broer Jacob Adornes, de hoofdman van de gilde.
In 1572 kocht de gilde een gebouw en tuin aan, genaamd Lombaertsheester in de Carmersstraat, waar ze tot vandaag gevestigd is. Tijdens de zeventiende eeuw werden deze gebouwen verder uitgebouwd in laatgotische stijl. Rond 1900 werd het complex ingrijpend hersteld in neogotische stijl door Louis Delacenserie. In de loop van de twintigste eeuw werden herhaaldelijk restauratiewerken uitgevoerd. Vandaag bewaart de gilde er haar kunstcollectie en haar archieven.
De gilde werd genoemd naar Sint-Sebastiaan, de behoeder van de haestighe ende onvoorsiene dood. Het gaaischieten, de centrale activiteit van deze gilde, was vanaf het begin de ontspanningsbezigheid bij uitstek, evoluerende door de eeuwen heen naar een onderverdeling in vier disciplines: liggende wip op 18 m, staande wip op 30 m, doel op 25 m en doel op 60 m.
De politieke erkenning van ambachtsgilden en het toekennen van een zekere rechtspersoonlijkheid aan deze gilden kwam op gang vanaf het begin van de veertiende eeuw. Ze werden een symbool van stedelijke macht.

## Veertiende eeuw
Stedelijke boogschutters, initieel voornamelijk de kruisboogschutters, vormden reeds in de 13de eeuw geduchte strijders, die tactisch in afzonderlijke korpsen binnen de stadslegers werden ingezet. Begin de 14de eeuw vormden ze gilden.
De gilden van kruisboog- en handboogschutters ontstonden als religieus-caritatieve broederschappen, opgericht door in de marge van hun militaire activiteiten, militaire milities waar ze zich in beperkte kring konden oefenden in het schieten. Ze schoten horizontaal op de wieken van de windmolens en verticaal op de doelen opgesteld tussen de molenbergen. Bij de voornaamste schieting, de papegaaischieting, kreeg de beste schutter de titel van ‘koning’. 
De gilden van kruisboog- en handboogschutters ontstonden als militaire milities die door de steden of door de vorsten werden opgevorderd om mee ten strijde te trekken. Stilaan ontwikkelden zich de groepen van gezellen met den handboghe tot gezelligheidsverenigingen. De Sint-Sebastiaangilde is de enige vereniging die dateert uit de bloeiperiode van de stad Brugge en onafgebroken tot heden is blijven functioneren. Ze heeft daarbij haar archieven sinds de veertiende eeuw in grote mate bewaard.

## Vijftiende eeuw
Het gebruik op de slagvelden van vuurwapens verhaastte de evolutie van de schuttersgilden naar sportieve gezelligheidsverenigingen. Ook de Sint-Sebastiaansgilde legde zich voortaan toe op schietcompetities, tornooien, feesten, banketten, deelnamen aan stoeten en processies, escortes van landvoogden en andere prominenten, reizen naar en competities met andere schuttersgilden enz. Hun activiteiten kregen een mondain karakter met feesten waaraan heel de stad deelnam. De gilde beschikte vanaf 1424 over uitgebreide statuten die de werking en organisatie tot in detail vastlegden. Vanaf 1454 werden ze eigenaar van eigen lokalen in de Rolweg. 

## Zestiende eeuw
Daar waar de Sint-Jorisgilde (kruisboogschutters) en de Sint-Michielsgilde (schermers), leden uit de adel en de hogere burgerij samenbrachten, waren de leden van de Sint-Sebastiaansgilde middenstanders en ambachtslieden. De gilde werd goed bestuurd met als gevolg dat ze er financieel goed voorstond en in 1572-73 de aankoop van het Lombaertsheester  in de Carmersstraat kon realiseren.
In tegenstelling tot de Sint-Jorisgilde, waren de leden van Sint-Sebastiaan over het algemeen het calvinistisch bestuur (1578-1584) niet genegen, met als gevolg dat in die periode op de werking een demper werd geplaatst. Er ontbrak in 1578 ook een hoofdman. In 1582 werd dan toch Pieter Dominicle, burgemeester in het calvinistisch bestuur, tot hoofdman verkozen, maar hij werd in 1584 door het nieuw katholiek bestuur verbannen.

## Zeventiende eeuw
De zeventiende eeuw was niet gemakkelijk voor gezelligheidverenigingen. Veel leden waren om politieke of religieuze redenen in ballingschap vertrokken, de gilde zelf ging gebukt onder een zware schuldenlast.
De voornaamste gebeurtenis in het zeventiende-eeuwse gezelschapsleven in Brugge was dat ze tussen 1656 en 1661 koninklijke residentiestad werd voor de verbannen Engelse koning Karel II, zijn broers en zijn gevolg. De hoge heren vonden onmiddellijk de weg naar de gezelligheidsverenigingen die hen graag gastvrijheid verleenden. De koninklijke ontvangsten werden in verschillende schilderijen herdacht. Toen Karel II zijn troon herwon, vergat hij de Brugse gastvrijheid niet. De Sint-Sebastiaansgilde werd gul bedacht met financiële middelen, die toelieten een ruime feestzaal te bouwen. De contacten met het Engels koningshuis, die over de eeuwen heen bewaard bleven, zijn toen ontstaan en onder koningin Victoria weer aangehaald.

## Achttiende eeuw
Na een tijd van financiële zorgen, genoot de gilde mee van de economische heropstanding. Een van langsom welvarender groep van rijke burgers en soms ook edellieden trad toe tot de gilde.
In het laatste kwart van de eeuw maakten de politieke gebeurtenissen zich meester van de vereniging. Zoals de andere Brugse gilden sloot Sint-Sebastiaan zich aan bij de patriotten en bij de aanhangers van de Brabantse Omwenteling en van de confederatie van de Verenigde Belgische Staten.
Daarop werden de Belgische gewesten eind 1792 ingenomen door de Franse Republiek. De Sint-Sebastiaansgilde kon in de eerste jaren verder werken en van 1793 tot 1797 konden een zeventigtal nieuwe leden worden ingeschreven.

## Negentiende eeuw
In 1798 werden de gebouwen van de gilde door de Franse overheerser onteigend en als 'nationaal goed' openbaar verkocht. De kopers waren enkele confraters van de gilde, meer bepaald Jean-Jacques van Outryve de Merckem en Petrus G. Vincke, die voor 45.000 fr., betaalbaar in assignaten, eigenaar werden. Een paar jaar later, onder het keizerrijk, werd het goed overgemaakt aan alle confraters van de heropgerichte Sint-Sebastiaansgilde.
Was de gilde onder het ancien régime in belang de mindere ten overstaan van de Sint-Jorisgilde van kruisboogschutters, dan was dit niet meer het geval nadat deze gilde in verval geraakte en verdween. De Sint-Sebastiaansgilde bleef aan de vroegere tradities houden en onder meer aan de religieuze plechtigheden, waarvoor ze een eigen proost had, priester Leon de Foere.
De politieke evolutie maakte echter dat in de loop van de jaren de gilde bijna uitsluitend liberale leden telde van wie een aantal naar de vrijzinnigheid overhelde. Er werd verklaard dat Sint-Sebastiaan  een société royale, loyale et libérale was, de kapel werd voor ander gebruik omgevormd en in 1868 werd de functie van 'proost' afgeschaft evenals het lezen van rouwmissen op kosten van de gilde. De laatste proost, Leon de Foere, had trouwens al in 1845 de gilde met slaande deuren verlaten. 

## Twintigste eeuw
De Eerste Wereldoorlog en de Tweede Wereldoorlog waren aanleiding tot het praktisch stopzetten van het verenigingsleven, onder meer bij de schuttersverenigingen. De gebouwen werden door het leger gebruikt als veldhospitaal.
Vanaf de Bevrijding in 1944 werden de activiteiten hernomen, met des te meer ijver doordat contact werd gezocht met de officieren van de Britse en Canadese bezettingsmacht, die met plezier aan de schuttersactiviteiten kwamen deelnemen.
Een nieuwe hoofdman werd verkozen. Zoals te verwachten was, gaf men de voorkeur aan iemand die goed was ingeburgerd bij de Brugse liberalen. Het werd de meertalige arts Henri Godar, die toen ook achtbare meester was van de vrijmetselaarsloge La Flandre.
Onder zijn leiding en gelet op de tijdsgeest werd de gilde veel ruimer wat betreft de gezindheid van de leden. Men trof er voortaan katholieken aan, maar ook socialisten. Toen Godar overleed was er nochtans geen unanimiteit over de te kiezen opvolger en het duurde vier jaar vooraleer een nieuwe hoofdman werd verkozen. 

## Hoofdmannen
De keuze van de hoofdman werd gedaan onder drie door de gilde voorgestelde kandidaten, die door het stadsbestuur werden aanvaard. Men zocht telkens vooraanstaande kandidaten, die onvermijdelijk zelf nog geen lid waren van deze middenstandsvereniging. De verkozene ging voor het schepencollege een eed afleggen. Toen vanaf het Franse keizerrijk geen toestemming meer nodig was vanwege het stadsbestuur, bleef men de hoofdmannen zoeken onder vooraanstaande edellieden. Pas vanaf de tweede helft van de negentiende eeuw werd de hoofdman gekozen onder de leden van de vereniging.
- 1426-1440: Jacob Breydel (†1440), schepen van Brugge.
- 1454-1465: Jacob Adornes (ca.1395-1465), burgemeester van Brugge, medestichter van de Jeruzalemkerk.
- 1466-1483 Jan Breydel (1421-1483), burgemeester van de raadsleden van Brugge in 1468-1469, behoorde tot de voorstanders van Maximiliaan van Oostenrijk, werd door de tegenstanders gevangen genomen en op 5 maart 1483 op het Burgplein terechtgesteld.
- 1484-1503: Jacob de Heere (†1503), schepen van Brugge (1477, 1485, 1490). In 1490 verliet hij de stad, in het kader van de strijd met Maximiliaan van Oostenrijk, wiens kant hij koos.
- 1503-1507: Jan Lem (1472-1507), schepen van Brugge.
- 1512-1533: Jozef de Baenst (ca. 1490-1541), burgemeester van Brugge.
- 1533-1537: Jan Adornes, geboren de la Coste (1494-1537), burgemeester van Brugge.
- 1537-1549: François d'Oignies (†1549), burgemeester van Brugge.
- 1549-1561: Jozef de Baenst (ca.1520-ca.1578), burgemeester van Brugge.
- 1562-1571: Juan Lopez Gallo (1500-1571), baron van Male.
- 1571-1576: Guido Laurinus (1532-1588), jurist, filoloog, burgemeester van het Brugse Vrije.
- 1576-1578: Jan van Themseke (1499-1578), schout van Brugge.
- 1582-1584: Pieter Dominicle (†1587), burgemeester van de raadsleden van Brugge.
- 1589-1605: Jan Breydel (1530-1605), burgemeester van Brugge.
- 1605-1624: Adolf van Maldegem (1569-1624), burgemeester van Brugge.
- 1624-1638: Philippe d'Ongnies, bijgenaamd Billy (†1638), burgemeester van Brugge.
- 1638-1661: Jacob Anchemant (1587-1661), burgemeester van Brugge.
- 1661-1698: Juan Luis Lopez Gallo (†1698), baron van Male.
- 1698-1709: Ignatius de Grass, (†1709), burgemeester van de raadsleden van Brugge.
- 1709-1732: Roeland de Grass (1670-1732), burgemeester van Brugge.
- 1743-1767: Jan Frans de Grass (1698-1782), schepen van Brugge.
- 1780-1792: Livinus Vleys de Delmaere (†1802), schepen van Brugge tijdens de Brabantse Omwenteling.
- 1795 : Jean-Baptiste de Hooghe (1736-1813)
- 1805-1830: Jean-Jacques van Zuylen van Nyevelt (1752-1846), burgemeester van Brugge.
- 1830-1842: François-Hubert Imbert des Mottelettes (1775-1842), schepen van Brugge.
- 1843-1855: Marie Jean Visart de Bocarmé (1794-1855), burgemeester van Sint-Kruis.
- 1857-1867: Charles Jooris-Borre (1794-1870), brouwer, liberaal provincieraadslid.
- 1868-1870: Joseph Jooris-Eggermont (1831-1898), diplomaat.
- 1875-1884: Auguste De Busschere (1811-1884), notaris, liberaal gemeenteraadslid en schepen, provincieraadslid.
- 1886-1924: Gustave Jacqué (1841-1924), vrederechter en advocaat.
- 1926-1939: Georges Verstraete (1889-1939), rechter bij de rechtbank van Eerste aanleg.
- 1945-1979: Henri Godar (1909-1979), arts.
- 1983-2000: Willy Van Poucke (1927-2010), politierechter.
- 2000-2018: Hubert François (1932-2022), handelaar in kolen en mazout.
- 2018: Patrick Flamey.

## De koning of 'sire'
Was de hoofdman het prestigieuze uithangbord van de gilde, dan was de 'sire' de voornaamste onder de gewone leden. Hij werd naar aanleiding van sireschietingen uitverkozen, omdat hij de beste prestatie in het schieten had geleverd en, meer bepaald, de hoofdvogel had afgeschoten. Hij was dus zonder meer een vertegenwoordiger van de gewone actieve leden en werd als hun vertegenwoordiger in het bestuur van de gilde opgenomen. Het is dan ook onvermijdelijk dat het, enkele uitzonderingen niet te na gesproken, om eerder bescheiden burgers ging over wier levensloop weinig is geweten. In sommige gilden werd jaarlijks een nieuwe sireschieting georganiseerd. Dit was niet altijd het geval in de Sint-Sebastiaansgilde. Enerzijds waren er perioden waarin de sire verschillende jaren in functie bleef, anderzijds werd vanaf de tweede helft van de achttiende eeuw en zeker na de heroprichting van de gilde in het begin van de negentiende eeuw, de waardigheid levenslang behouden, of totdat de bekleder ervan uit eigen beweging ontslag nam.
- 1454: Jan van Rake
- 1456: Jacob Moering
- 1461: Jan van Rake
- 1462: Jacob Weyts
- 1463: Antoon van Bourgondië, de grote Bastaard
- 1467: Jacob Pots
- 1469: Jan Pepere
- 1470: Hendrik Vanden Berghe
- 1471: Jan de Wezel
- 1472: Hendrik Vanden Berghe
- 1473: Adriaen de Vynck
- 1475: Joris Zwandyn
- 1476: Diederic van Benthem
- 1477: Huughe Vyerlynck
- 1478: Pieter van Westvoorde
- 1479: Franciscus Vande Pitte
- 1480: Jan Schelvergheem
- 1487: Pieter de Cridts
- 1503: Roegier Beernaert
- 1520: Willem Boudins
- 1536: Jooris de Voocht
- 1537: Jan de Clerc
- 1538: Lodewijk Dammaert
- 1540: Jan Bruneel
- 1541: Jan van Overdijle
- 1542: Jan de Stercke
- 1543: Pieter Thienpondt
- 1544: Jan Fraeys
- 1545: Pieter Robyn
- 1548: Lodewijk Dammaert
- 1551: Jacob van Hille
- 1554: Jan Dingne
- 1555: Pieter Robyn
- 1556: Willem Malasys
- 1560: Jan Yngelberch
- 1563: Jan Dingne
- 1565: Cornelis Moens (†1584)
- 1588: Jan Fraeys
- 1607: naam onbekend
- 1609: naam onbekend
- 1626: Philips van Maldeghem
- 1633: Jan Mahieu
- 1634: Guido Lemerchier
- 1641: Jan Mahieu
- 1643: Joos Spillebeen
- 1645: Jan Losschaert
- 1651: Sebastiaen van Maldeghem
- 1652: Cornelis Wouckier
- 1653: Aernoud Willaeys
- 1654: Pieter Smeyers
- 1655: Sebastiaen van Maldeghem
- 1656: Michiel Noë
- 1657: Pieter Smeyers
- 1661: Jan Slichting
- 1662: Sebastiaen van Maldeghem
- 1664: Vincent van Mullem
- 1665: Paul Taelmans
- 1669: Joris Vercruysse
- 1670: Pieter van Mullem
- 1671: Lievin Nollet
- 1672: Gaspar de Vos
- 1679: Jan van den Kerckhove
- 1681: Pieter van Pee
- 1685: Jacon van Allemes
- 1687: Jacob Beernaerts
- 1698: Jacques Boucourt
- 1714: Jan Mulier
- 1720: Pieter Grassiaen
- 1723: Frans De Vriendt
- 1751: Jan-Baptist Verhaghen
- 1763: Pieter Moentack
- 1787: Pieter Jan Van Houtryve
- 1817: Henri Mamet
- 1833: Bernard Jooris
- 1851: Karel Decker
- 1855: Charles Van Renterghem
- 1867: W. W. Bolton (†1887)
- 1888: Adolphe Polsenaere
- 1891: Leon De Meulemeester
- 1895: Edmond Van Reybrouck (†1915)
- 1920: Paul Delescluze
- 1936: Leon Vernieuwe
- 1958: Antoine Rosseel
- 1973: Willy Van Poucke
- 1983: Jozef Marechal
- 1996: Hubert François
- 2000: Patrick Flamey
- 2018: Piet Blanckaert